# Усачёв, Андрей Алексеевич
Андрей Алексеевич Усачёв (род. 5 июля 1958, Москва) — русский детский писатель, поэт и драматург, сценарист, радиоведущий.

## Биография
Учился в Московском институте электронной техники, после четвёртого курса ушёл в Советскую армию, позднее окончил филологический факультет Тверского государственного университета.
Публикуется с 1985 года. С 1991 года — член Союза писателей. Книги автора переведены на английский, французский, немецкий, голландский, китайский, японский, корейский, иврит, вьетнамский, тайский, румынский, польский, сербский и украинский, иностранные языки. Учебник «Основы безопасности жизнедеятельности» для 1—4 классов, книги «Декларация Прав Человека» и «Мои географические открытия» были рекомендованы для изучения в школах Министерством образования России.
Работал на телевидении — писал сценарии и песни для передачи «Кварьете Весёлая квампания» (вместе с Петром Синявским), для многосерийного художественного фильма «Дракоша и компания». На протяжении нескольких лет вёл детские радиопередачи «Весёлая радиокомпания» и «Летающий диван».

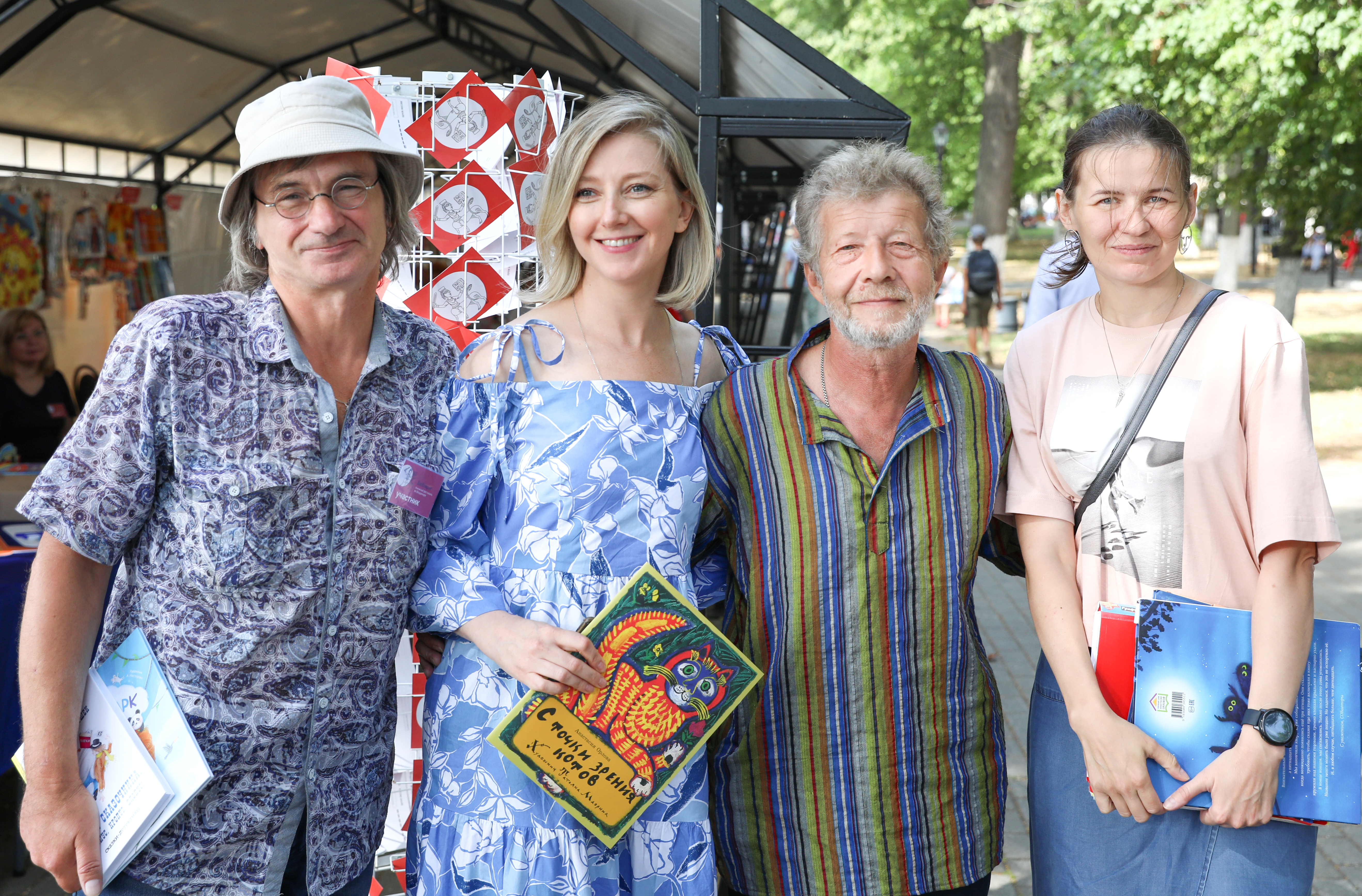
Игорь Жуков, Анастасия Орлова, Андрей Усачёв, Галина Дядина на книжном фестивале Китоврас — 2022

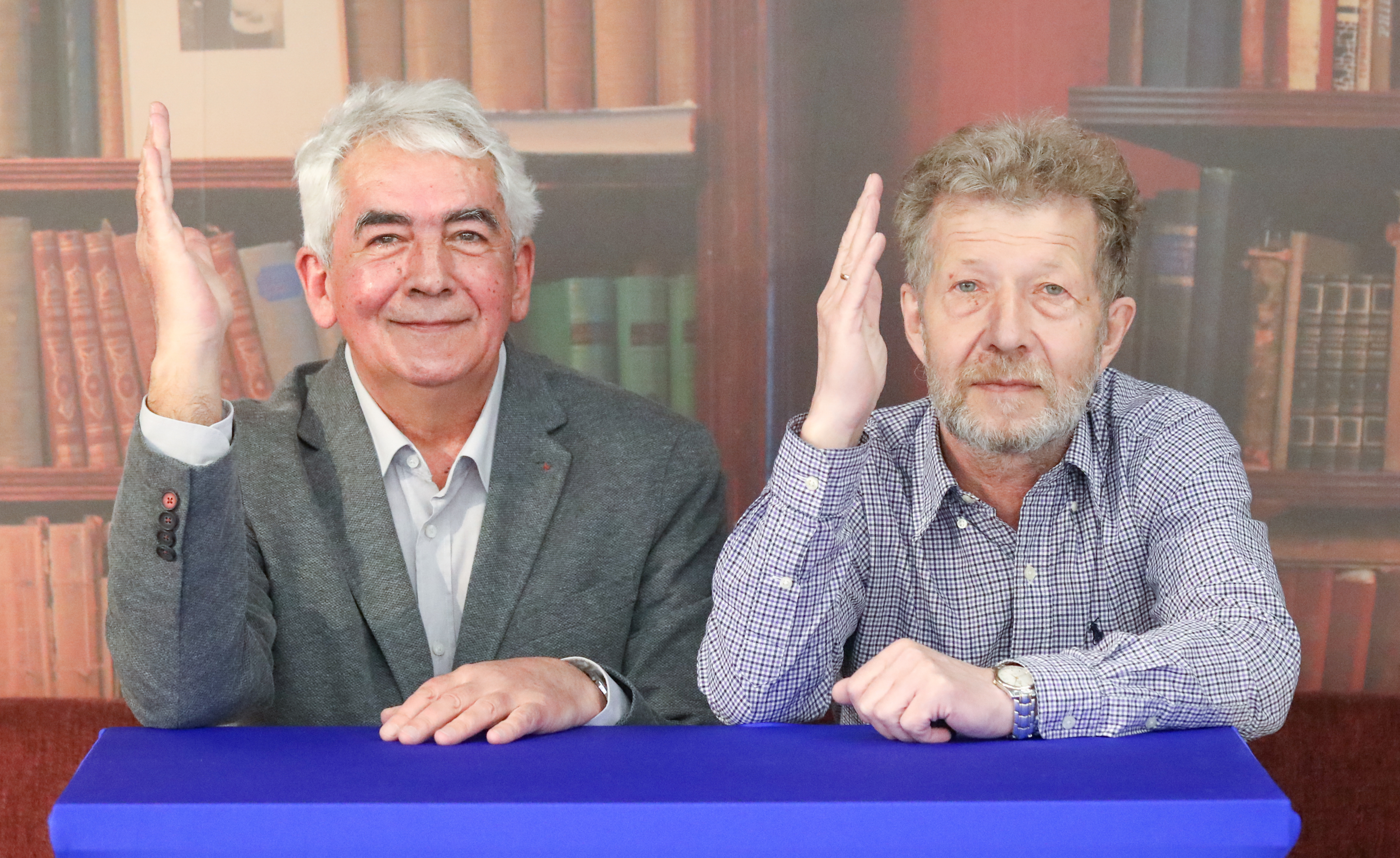
Сергей Махотин и Андрей Усачёв в Российской государственной детской библиотеке

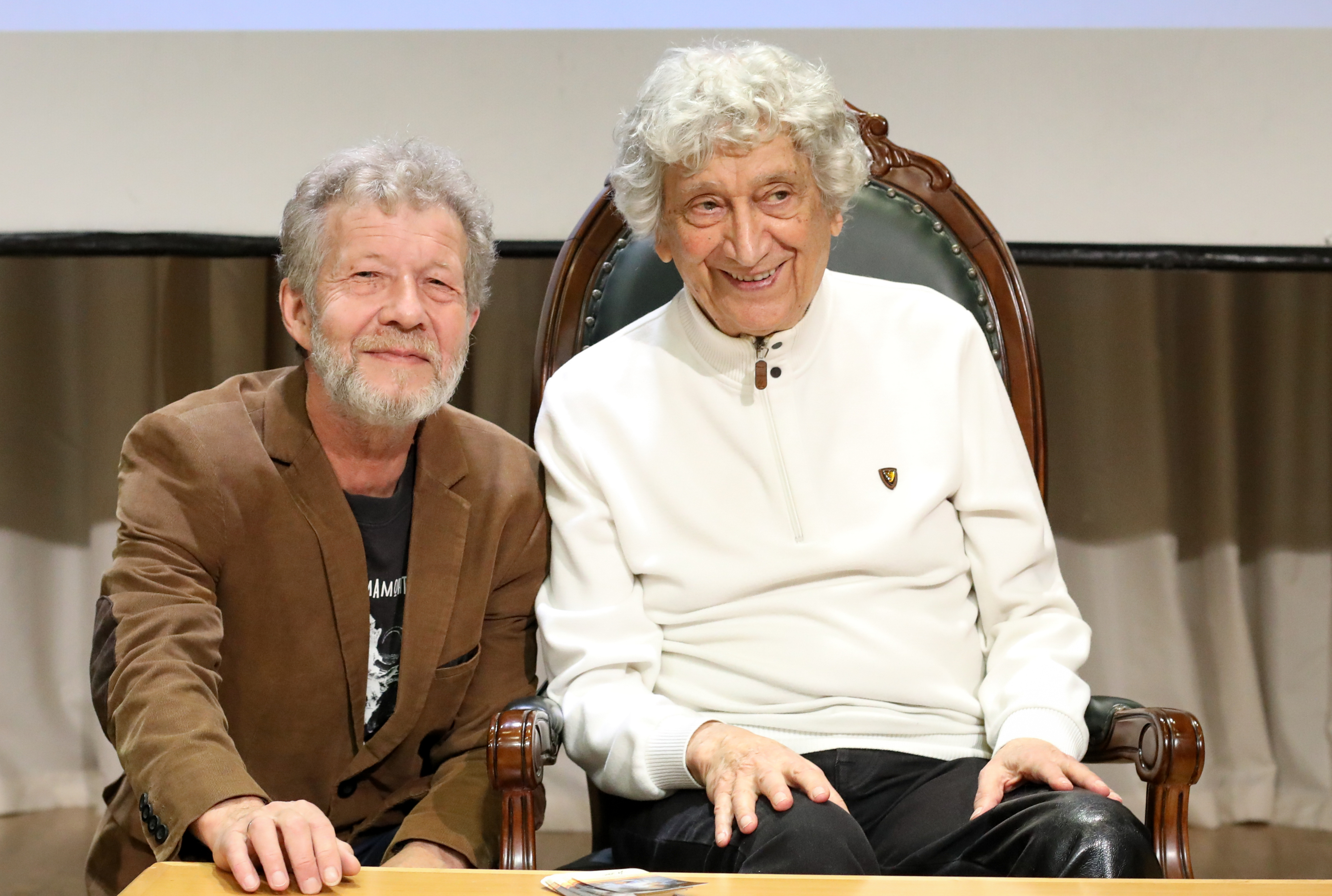
Андрей Усачёв и Юрий Энтин в Российской государственной детской библиотеке

Выпущено более 300 книг (считая переиздания).
На студиях «Союзмультфильм», «Экран», «Кристмас Филмз» и других по сценариям и стихам А. Усачёва нарисовано 25 анимационных фильмов. В том числе, один полнометражный.
Кроме детских книг много писал для театра, в основном, для кукольного и музыкального. Единолично и в соавторстве создано около 15 пьес. Пьесы идут в 50 театрах России, а также в Украине и Белоруссии.
В 2010 году состоялась премьера мюзикла «Алые паруса» на музыку Максима Дунаевского, стихи и либретто Михаила Бартенева и Андрея Усачёва. В 2011/12 годах совместно с тем же Бартеневым написал либретто и тексты песен (арий) к зонг-опере панк-рок группы Король и Шут — TODD.
В 2015 году организовал «Весёлую школу детских писателей», проводящую театрализованные уроки для дошкольников и младших школьников.
Лауреат многочисленных премий в области литературы. Вёл семинары для молодых детских писателей. Член Союза писателей России, член Русского ПЕН-центра. Участник международных книжных ярмарок в Саарбрюккене, Франкфурте-на-Майне, Иерусалиме, Лондоне, Гаване. С 2020 года Председатель литературной Премии им. Корнея Чуковского и Премии «Большая сказка» им. Эдуарда Успенского.
Является также председателем Попечительского совета Российской государственной детской библиотеки (Москва) и патроном русско-английского билингвального фонда «Азбука» (Лондон).
Много ездит по миру с выступлениями для русскоязычных детей.
C 2014 года часто ездил в сепаратистские ДНР и ЛНР с "гуманитарными" целями. В 2022 году поддержал российское нападение на Украину: 
Да, военная операция – это плохо, но это было неизбежно в нынешних условиях.
Книги Андрея Усачева выходят в издательствах: «Лабиринт», «Азбука», «Малыш», «Махаон», «Вакоша», «Книжный дом Анастасии Орловой», «Аванта», «Аст», «Время», «Речь», «Эгмонт», «Молодая мама». «Азбука», «Азбука», «Азбука»,
одд

## Произведения

### Стихотворения
- «Матушка Природа»[5]
- «Медовая песенка»[6]

### Сборники стихотворений
- 1990 — «Если бросить камень вверх»
- 1994 — «Сны Петушкова»
- 1996 — «Волшебная Азбука»
- 1998 — «Мы играли в паповоз»
- 1998 — «Сказочная Азбука»
- 1999 — «Шкатулка»
- 1999 — «Планета кошек»
- 2000 — «Звукарик»
- 2003 — «Шуршащая песня»
- 2003 — «Любопытная Варвара»
- 2003 — «Шёл по улице жучок»
- 2008 — «Планета кошек» (Жизнеописание котов, их нравы, обычаи, мифы в рисунках Виктора Чижикова с комментариями Андрея Усачёва)
- 2010 — «Прогулки по Третьяковской галерее с поэтом Андреем Усачёвым»
- 2015 — «Что такое День Победы?»
- 2020 — «После дождичка в четверг»
- 2022 — «Жили-были Зайки»
- 2022 — «Этикет для детей различных лет»

### Сборники сказок и фантастических историй для детей
- 1992 — «Флюм-пам-пам»
- 1996 — «Умная собачка Соня»
- 1998 — «Барабашка, или Обещано большое вознаграждение»
- 1998 — «Жуткий детский фольклор»
- 2000 — «Звукарик»
- 2002 — «Оранжевый верблюд»
- 2003 — «Малуся и Рогопед»
- 2003 — «Сказочная история воздухоплавания»
- 2007 — «Жили-были ёжики»
- 2008 — «Школа снеговиков»
- 2010 — «Чудеса в Дедморозовке»
- 2011 — «Что было в сумке у кенгуру?»
- 2012 — «Приключения „Котобоя“»
- 2013 — «Бова-королевич»
- 2013 — «Неправильные сказки»[7]
- 2014 — «Олимпийская Деревня Дедморозовка»
- 2014 — «Почта Деда Мороза»
- 2016 — «Путешествие на айсберге»
- 2017 — «Азбука собачки Сони»
- 2017 — «Знаменитая собачка Соня»
- 2018 — «Дневник умной собачки Сони»
- 2019 — «Лето в Дедморозовке»
- 2023 — «Собачка Соня на даче»

### Сборники песен
- 2003 — «Игра в классиков» (музыкальные пародии)[8].
- 2011 — «Детская площадка № 1» (концертная программа и диск, основу которого составили песни Александра Пинегина на стихи Андрея Усачёва)[9].
- 2011 – Рок-опера «TODD» (автор текста)

## Мультфильмы
Сценарист
- 1991 — «Умная собачка Соня» (реж. Вадим Меджибовский)
- 1995 — «Девица Бигелоу, или жевательная история» Весёлая карусель № 28 (реж. Эльвира Авакян)
- 1999—2000 — «Приключения в Изумрудном городе»
- 2001 — «Леталка» Весёлая карусель № 33 (реж. Эльвира Авакян)
- 2003 — «Рыцарский роман» (реж. Эльвира Авакян)
- 2005 — «Похитители ёлок» (реж. Эльвира Авакян)
- 2005 — «Девочка и крот» (реж. Татьяна Ильина)
- 2007 — «Меню» (реж. Аида Зябликова)
- 2008 — «Прекрасная лягушка» (реж. Эльвира Авакян)
- 2009 — «Школа снеговиков» (реж. Александр Маркелов)
- 2010 — «Школа снеговиков. Хоккей в Дедморозовке» (реж. Александр Маркелов)
- 2011 — «Школа снеговиков. Дед Мороз из Дедморозовки» (реж. Александр Маркелов)
- 2012 — «Как кричит крокодил» (реж. Эльвира Авакян)
- 2013 — «Ку! Кин-дза-дза» (соавтор сценария, реж. Татьяна Ильина, Георгий Данелия)
- 2013 — «Кукарача» (реж. Андрей Желудков)
- 2013 — «Приключения „Котобоя“»

Автор стихов
- 1993 — «Поливальная машина» Весёлая карусель № 26
- 1993 — «Если бросить камень вверх» Весёлая карусель № 26
- 1994 — «Новые русские»
- 1995 — «Так не бывает» Весёлая карусель № 28
- 1995 — «Эх!» Весёлая карусель № 28
- 2009 — «День рождения Алисы»
- 2020 — «Зебра в клеточку»
- 2020 — «Японский календарь»

## Награды (премии)

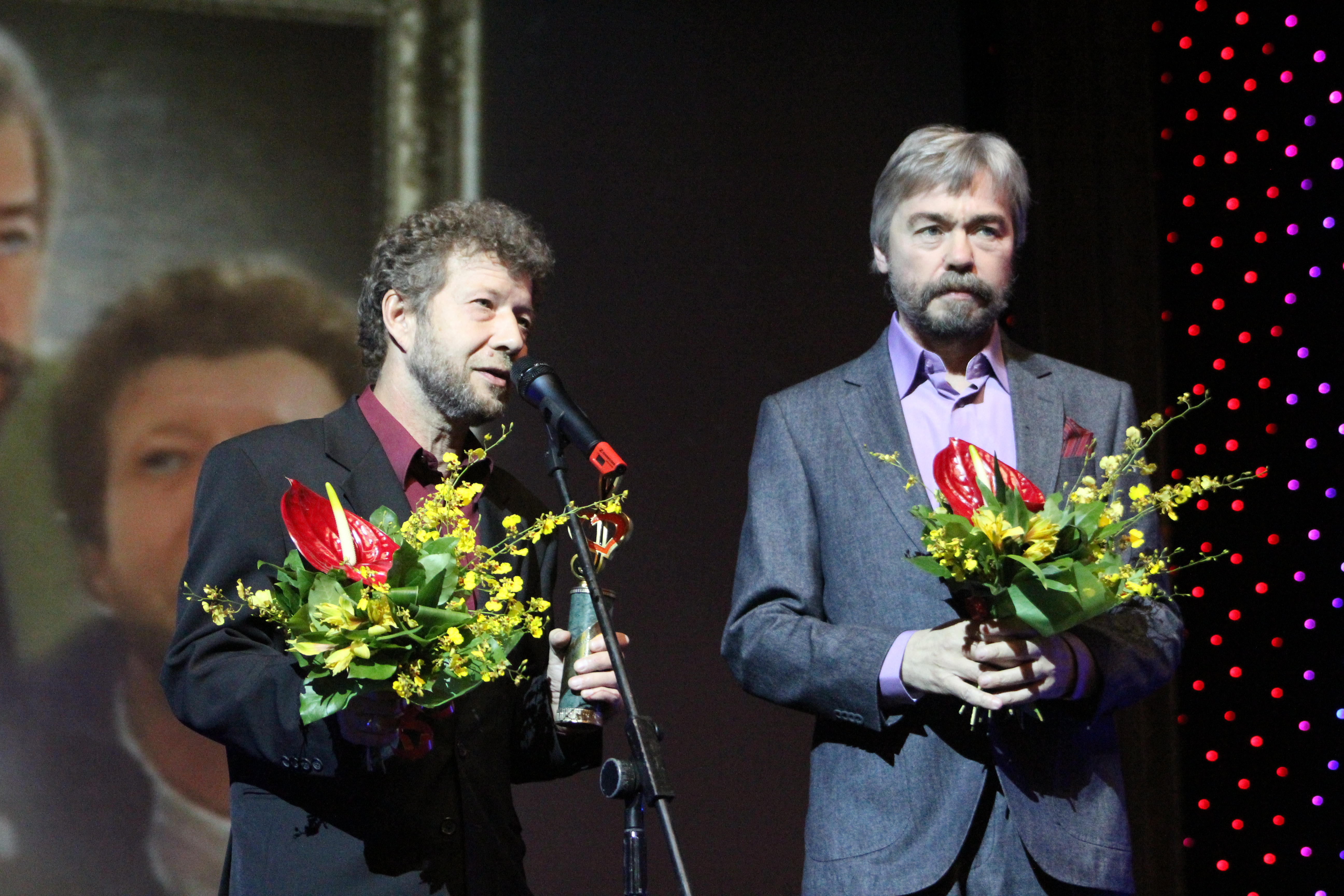
Михаил Бартенев и Андрей Усачёв на церемонии вручения премии «Музыкальное сердце театра», 2012

- 1990 — Первая премия на «Всероссийском конкурсе молодых писателей для детей» за книгу стихов «Если бросить камень вверх».
- 2002 — Лауреат «Фестиваля русской сказки в г. Суздале» за книгу «Барабашка, или обещано большое вознаграждение» (в соавторстве с Михаилом Бартеневым).
- 2002 — Приз 5-го Международного фестиваля анимационного кино «Анимаевка» в г. Могилёве: «За верность детской теме».
- 2005 — победа в национальном конкурсе «Книга года» в номинации «Вместе с книгой мы растём» за книгу «333 кота» (в соавторстве с художником Виктором Чижиковым).
- 2005 — Лауреат Фестиваля сатиры и юмора «Золотой Остап» за песни для детей.
- 2006 — Лауреат Международного конкурса «Петя и Волк» (Вторая премия за музыкальную сказку «Флюм-пам-пам», композитор Александр Пантыкин).
- 2007 — Литературная премия имени Самуила Маршака.
- 2009 — Литературная премия им. Корнея Чуковского.
- 2009 — номинирован на Международную премию им. Астрид Линдгрен.
- 2011 — Литературная премия им. Юрия Коваля.
- 2012 — Национальная премия «Музыкальное сердце театра» за либретто мюзикла «Алые паруса» (в соавторстве с Михаилом Бартеневым).
- 2012 — награждён Почётным дипломом премии им. Х. К. Андерсена.
- 2016 — Номинирован на премию им. Х. К. Андерсена по литературе.
- 2020 — Лауреат общероссийской литературной Премии «Дальний восток» им. В. К. Арсеньева в номинации «Проза для детей» (за книгу «Волшебная Колыма»).
- 2023 — Лауреат Национальной премии в области детской и подростковой литературы в номинации «За вклад в развитие детской литературы».
- 2024 — Номинирован на премию им. Х. К. Андерсена по литературе.